# David Mill

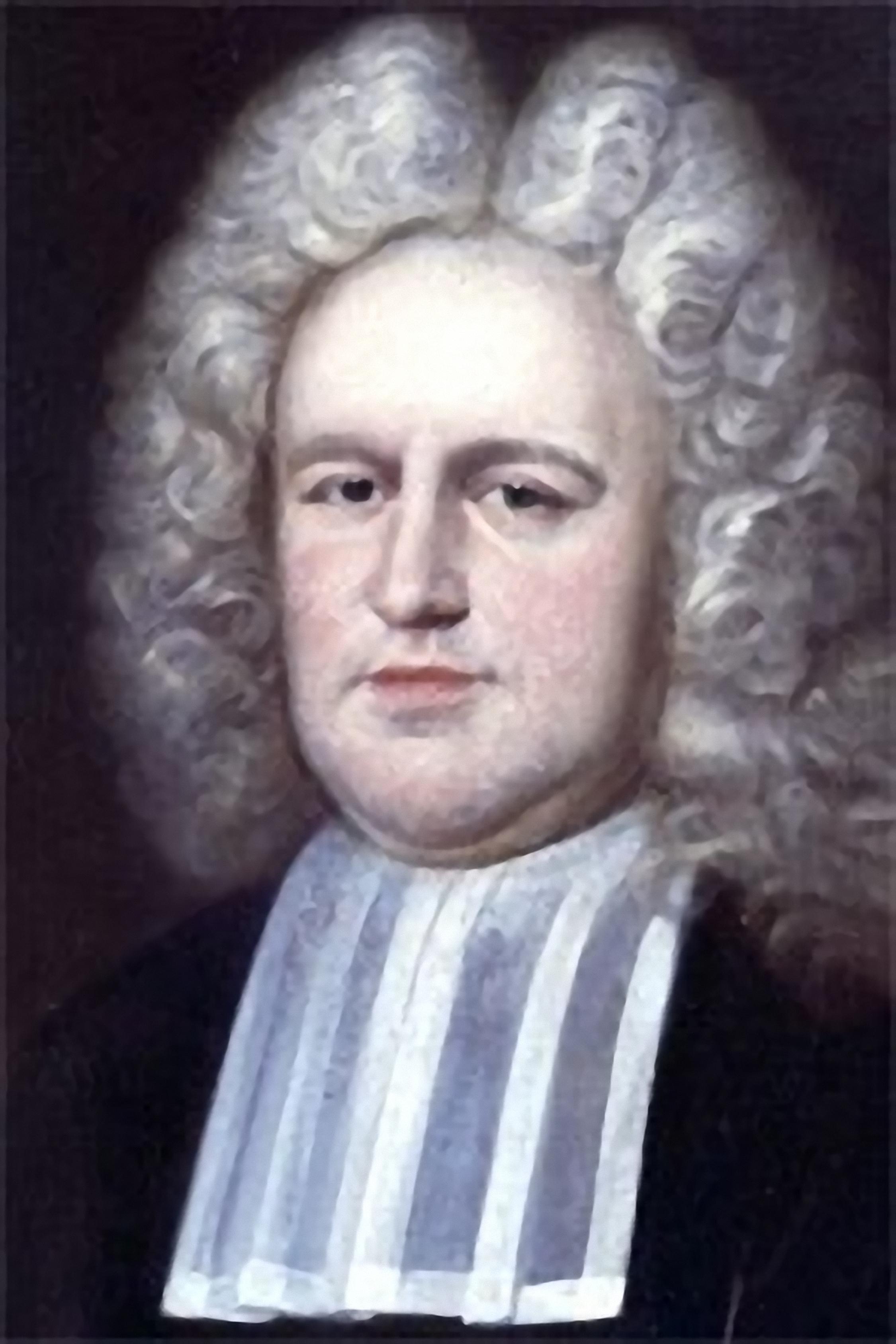
David Mill

David Mill (auch: Mil, Milln, Millius; * 13. April 1692 in Königsberg (Preußen); † 22. Mai 1756 in Utrecht) war ein deutscher orientalischer Philologe und reformierter Theologe.

## Leben
Der Sohn des Kaufgesellen David Mill und dessen Frau Elisabeth Grimme (verwitweter Walkers) entstammte einer zugewanderten englischen Familie. Er studierte seit dem 6. August 1708 an der Albertus-Universität Königsberg (eingeschrieben als David Miln) u. a. Theologie, wo er am 16. Oktober 1714 seinem Gönner Alexander zu Dohna den Druck einer Disputation widmete. Anschließend bereiste er die Niederlande und widmete sich an der Universität Utrecht unter Adrianus Reland und Hieronymus Simons van Alphen weiteren Studien. Nachdem er 1717 Hilfsprediger an der Hochdeutschen Kirche in Leiden gewesen war, wurde er am 21. Februar 1718 zum Professor der orientalischen Sprachen an die Theologische Fakultät der Hochschule der Universität Utrecht berufen. Dieses Amt trat er am 21. März desselben Jahres mit der Rede De mohammedanismo e veterum Hebraeorum scriptis magna ex parte composito an und wurde am Folgetag von Josephus Serrurier zum Magister der philosophischen Wissenschaften gekürt.
Am 15. September 1727 wurde er zum Professor der hebräischen Altertümer berufen, welches Amt er am 3. November desselben Jahres mit der Rede De variis virorum doctorum in antiquitatibus sacris et Oriëntalibus erroribus antrat. Zudem wurde er am 15. September 1729 zum Doktor der Theologie promoviert. Am selben Tag berief man ihn zum Professor der theologischen Exegese, welches Amt er am 10. Oktober 1729 mit der Rede De fatis theologiae exegeticae antrat. Außerdem beteiligte er sich an den organisatorischen Aufgaben der Utrechter Hochschule und war in den Jahren 1725/26 sowie 1742/43 Rektor der Alma Mater.
Mill wirkte im gleichen Stil wie sein Lehrer Reland fort. Vor allem beschäftigte er sich mit den biblisch-jüdischen Altertümern, den orientalischen Sprachen und theologischen Fragen seiner Zeit. So hatte er sich unter anderem auch darum bemüht, den Tempel Salomons zu rekonstruieren.

## Werke
- Exercitatio Rabbinico-Talmudica De Qarnôt Ham-Mizbēa H Ha-Hîsô Seu Cornibus Altaris Exterioris, Königsberg 1714 (digital)
- Dissertiones selectae variae sacrarum literarum et antiquitatis orientalis capita illustrantes. Utrecht 1726. Leiden 1746
- Η Παλαια Διαθηκη κατα τους Εβδομηκοντα. Vetus Testamentum ex versione LXX interpretum, secundum exemplar Vaticanum Romae editum, denuo recognitum. Praefationem una cum variis Lectionibus e praestantissimus mss. codicibus Bibliothecae Leidensis descriptis praemisit Dav. Millius. Amsterdam 1722, 2 Teile
- Catalecta rabbinica in usum scholarum privatarum edita. Utrecht 1721
- Th. Bostoni, ecclesiae Atticensis apud Scotos pastoris, tractatus stigmologicus hebraeo-biblicus, quo accentuum hebraeorum doctrina traditur, variusque eorum in explananda Sacra Scriptura usus ostenditur, cum praef. D. M. Amsterdam 1738
- Dissertationes selectae variae litterarum et antiquitatum orient. capita exponentes et illustrantes cum secundis novisque disertationibus, orationibus et miscellaneis orientalibus auctae. Leiden 1734.
- Miscellanea sacra; Jesaiae cap. IV, Ps. CXXI et CXXII, aliaque argumenta, tam theologica quam exegetica, enucleantia et exponentia. Inter illa eminent duae dissertationes, quarum altera demonstratur obligatio hominis Christiani ad sacram coenam, altera complectitur errores virorum doctorum in delineando tabernaculo Mosis figuris aeneis illustrata et ornata. Amsterdam 1753, 1754
- Disputatio exegetica dissertationem de Nilo et Euphrate, terminis terrae sanctae vindicans et illustrans. Utrecht 1746
- Praef. voor S. Rau, Diatr. de Epulo funebri gentibus dando ad Jes. XXV:6-8. Utrecht 1747
- Disp. Philol. I et II de sacerdote castrensi veterum Hebraecorum. Auct. Hier. van Alphen. 1719.
- In Talmud Babylonicum. Praef. Utrecht 1726
- Redevoering over de geleerde Godvrugt. Leiden 1743
- Verklaring over den XXVII Psalm. Utrecht 1739
- De ware wysheit op haaren tydt sprekende, of Leerredenen tot opbouwing en bevestiging in het allerheiligste Geloof, eenmaal den Heiligen overgeleverd. Utrecht 1747
- De groote werken en aanbiddelijken wegen des Heeren, volgens den CIV en CV Psalm, ontleend en verklaard, verrijkt met praktikale, natuurkundige en andere aanmerkingen. Amsterdam 1752
- Heilige Mengelstoffen of verklaringen over het LIV Hoofdstuk van Jesaia, den CXXI en CXXII Psalm, benevens andere Godgeleerde en schriftmatige stoffen. Amsterdam 1755
- De CVI Psalm ontleed en verklaard, met doorwrogte aanteekeningen en aanmerkingen verrijkt, met eene voorrede van Alb. Voget over Psalm LXII:2-3. Amsterdam 1758